# Trylinka

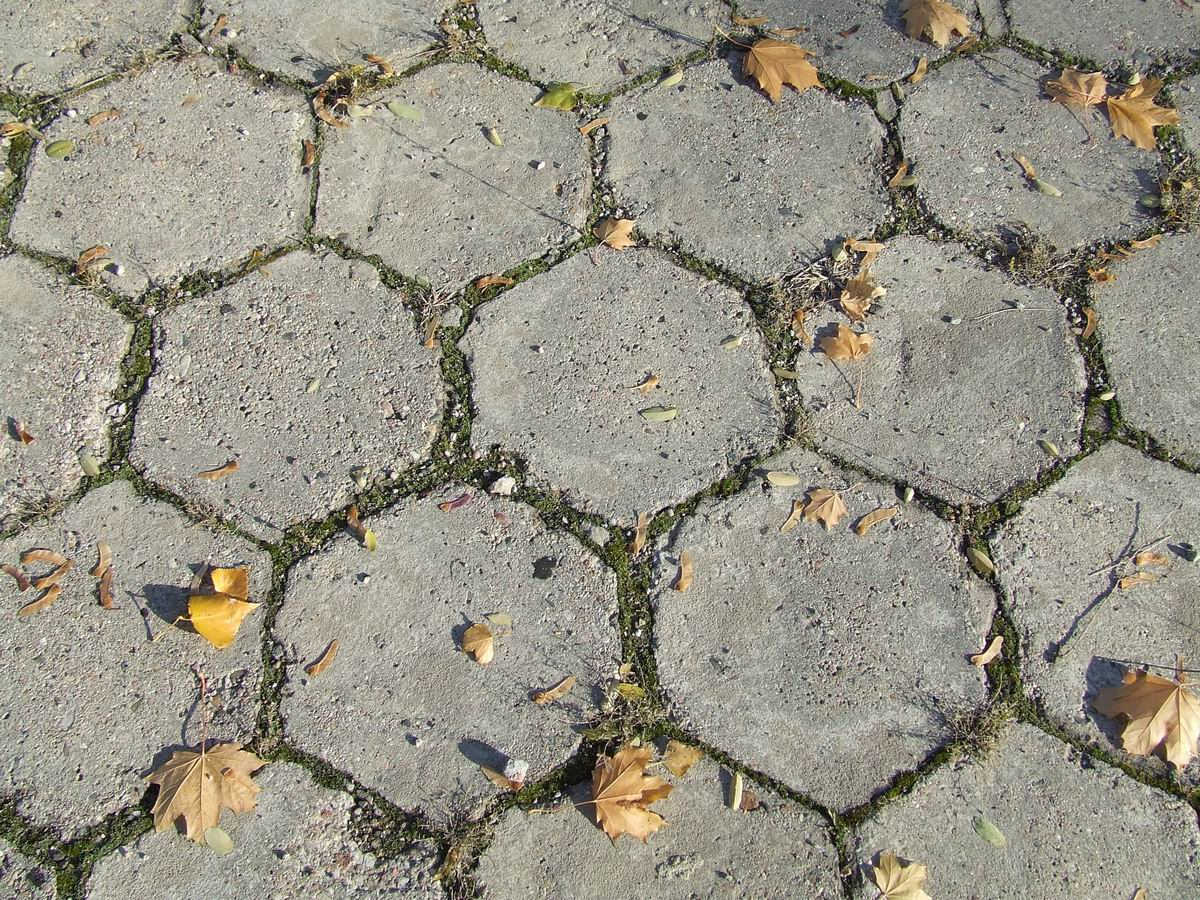
Trylinka

Trylinka je šestihranná zámková dlažba (přibližně 35 cm široká, 20 cm dlouhá, 15 cm, 12 cm nebo 8 cm vysoká), obvykle používaná k budování povrchu parkovišť, skládek a silnic. Trylinka se také používá k ochraně a zpevnění šikmých povrchů příkopů nebo násypů. Název pochází od jména polského vynálezce Władysława Trylińského, který si 15. září 1933 nechal patentovat dlažbu pod číslem 18323 a byl vynálezcem v současnosti široce používaných železobetonových železničních pražců.